# Hogna archaeologica
Hogna archaeologica är en spindelart som först beskrevs av Chamberlin 1925.  Hogna archaeologica ingår i släktet Hogna och familjen vargspindlar.
Artens utbredningsområde är Peru. Inga underarter finns listade i Catalogue of Life.